# Vakna nu, Anneli
Vakna nu, Anneli är en sång från 1990 ur Magnus Johanssons självbetitlade debutalbum som blev hans genombrott. Under året därpå låg låten på Svensktoppen i nio veckor och nådde som högst plats fyra på listan.
I Melodifestivalen 2013 tävlade Joacim Cans med låten "Annelie", vilket var en hyllning till Johanssons låt, som "en fortsättning på det arv som [Johansson] lämnade efter sig". Under Almedalsveckan 2015 använde Sverigedemokraterna låten som pausmusik, vilket Johansson sade i en intervju att han tyckte det var irriterande att hans verk förknippas med partiet.